# Olivia Ross
Olivia Ross (Parigi, 28 aprile 1992) è un'attrice britannica.

## Biografia
Nata a Parigi, ha studiato recitazione a Londra. Ha recitato Enrico IV al Globe Theatre. Ha interpretato Giovanna I di Navarra nella serie TV Knightfall.

## Filmografia parziale

### Cinema
- Tout est pardonné, regia di Mia Hansen-Løve (2007)
- Je l'aimais, regia di Zabou Breitman (2009)
- Il padre dei miei figli (Le Père de mes enfants), regia di Mia Hansen-Løve (2009)
- Eden, regia di Mia Hansen-Løve (2014)
- Personal Shopper, regia di Olivier Assayas (2016)
- Il gioco delle coppie (Doubles Vies), regia di Olivier Assayas (2018)
- La scomparsa di mia madre, regia di Beniamino Barrese (2019)
- The Old Guard, regia di Gina Prince-Bythewood (2020)
- Wonder: White Bird (White Bird: A Wonder Story), regia di Marc Forster (2023)
- Die Theorie von Allem, regia di Timm Kröger (2023)
- Niki, regia di Céline Sallette (2024)

### Televisione
- Carlos – miniserie TV, 1 puntata (2010)
- Rosemary's Baby – miniserie TV, 1 puntata (2014)
- Guerra e pace (War & Peace) – miniserie TV, 6 puntate (2016)
- Knightfall – serie TV, 10 episodi (2017-2018)
- Killing Eve – serie TV, episodi 1x04-1x06 (2018)

## Doppiatrici italiane
Nelle versioni in italiano dei suoi film e serie televisive, Olivia Ross è stata doppiata da:
- Elisabetta Gullì in Eden
- Valentina Favazza in Rosemary's Baby
- Domitilla D'Amico in Knightfall
- Stella Gasparri in Killing Eve
- Valentina Mari in Wonder: White Bird